# Долни-Дыбник (община)
Долни-Дыбник (болг. Община Долни Дъбник) — община в Болгарии. Входит в состав Плевенской области. Население составляет 15 996 человек (на 21.07.05 г.).

## Состав общины
В состав общины входят следующие населённые пункты:

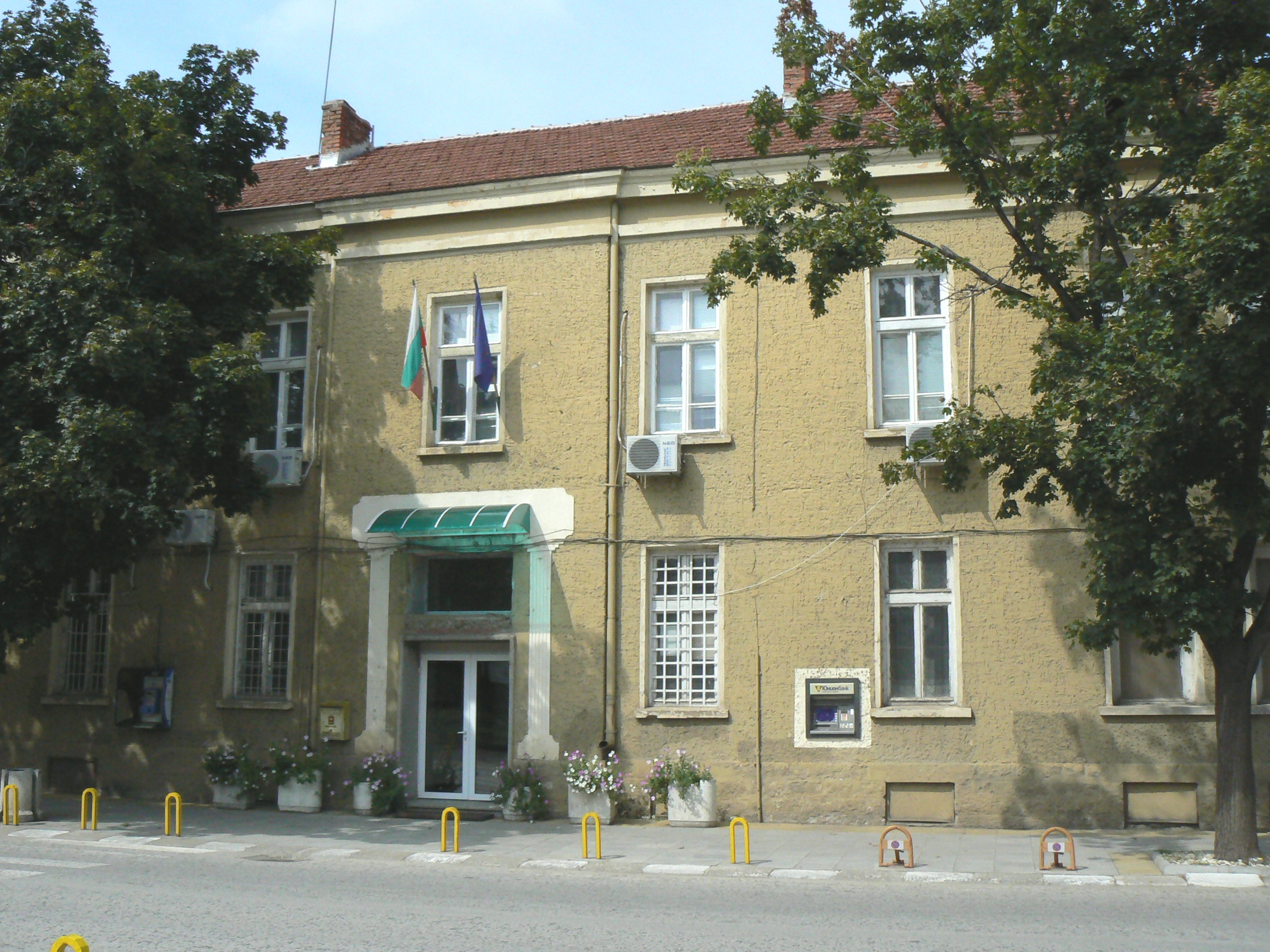

1. Быркач
2. Горни-Дыбник
3. Градина
4. Долни-Дыбник
5. Крушовица
6. Петырница
7. Садовец

1. ↑  НСИ Националният регистър на населените места (болг.)